# 尹漢洪
尹漢洪（：／ Yoon Han-hong，1962年11月1日—），大韓民國保守派政治人物，第20到21屆國會議員。